# Dubai Tennis Championships 2003
Il Dubai Tennis Championships 2003 è stato un torneo di tennis giocato sulla cemento. 
È stata l'11ª edizione del Dubai Tennis Championships, 
che fa parte della categoria International Series Gold nell'ambito dell'ATP Tour 2003, 
e della Tier II nell'ambito del WTA Tour 2003.
Sia il torneo maschile che quello femminile si sono giocati al Dubai Tennis Stadium di Dubai negli Emirati Arabi Uniti,
dal 24 febbraio al 2 marzo.

## Campioni

### Singolare maschile
Roger Federer  ha battuto in finale  Jiří Novák con il punteggio di 6–1, 7–6(2).

### Singolare femminile
Justine Henin-Hardenne ha battuto in finale  Monica Seles ha battuto in finale 4–6, 7–6(4), 7–5.

### Doppio maschile
Leander Paes /  David Rikl hanno battuto in finale  Wayne Black /  Kevin Ullyett con il punteggio di 6–3, 6–0.

### Doppio femminile
Svetlana Kuznecova /  Martina Navrátilová hanno battuto in finale  Cara Black /  Elena Lichovceva con il punteggio di 6–3, 7–6(7).